# Saguday
Saguday (Bayan ng Saguday) är en kommun i Filippinerna. Kommunen ligger på ön Luzon, och tillhör provinsen Quirino. Folkmängden uppgår till 12 217 invånare.
Saguday är indelat i 9 barangayer.